# Castell Dinas

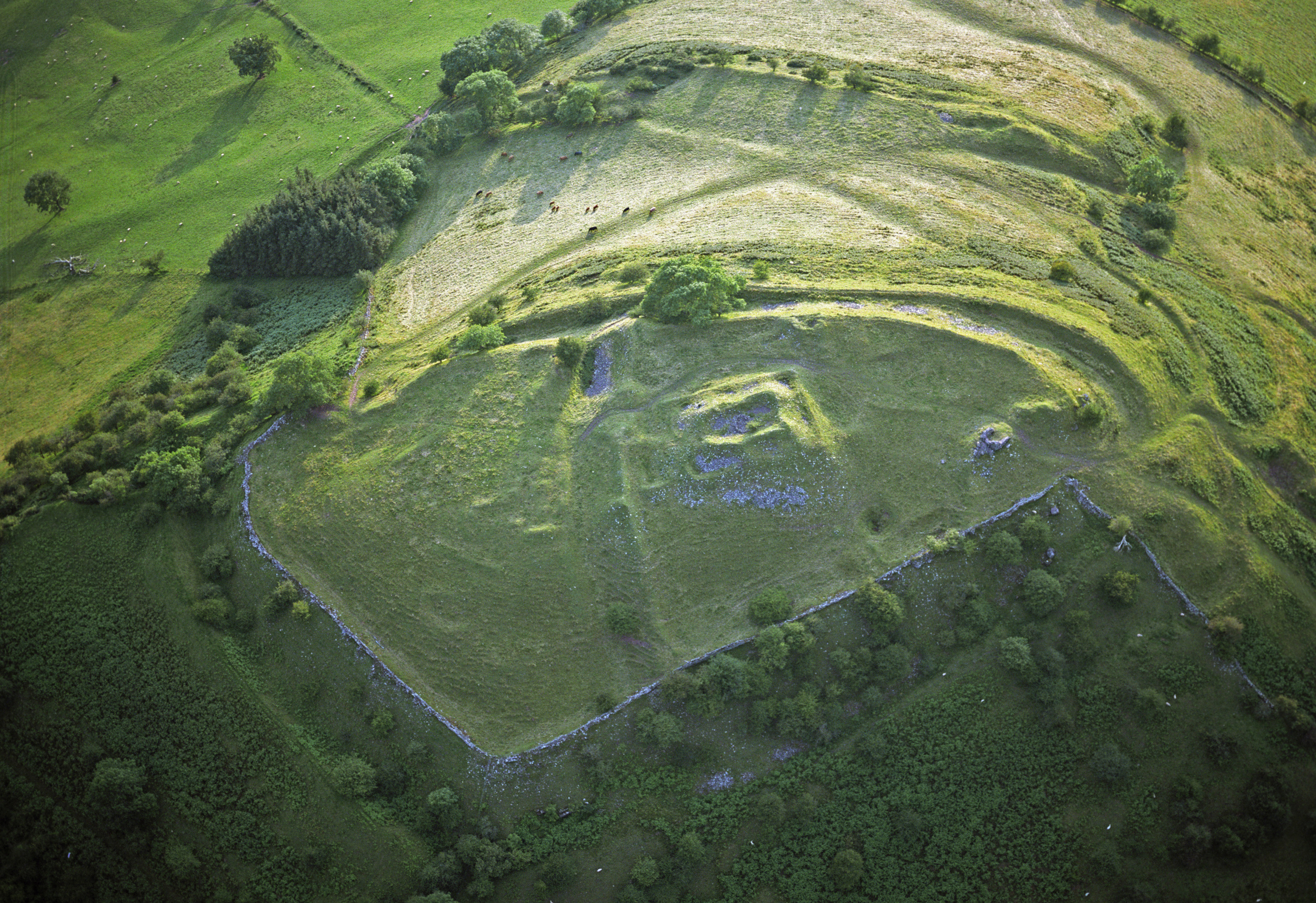
Castell Dinas

Castell Dinas ist ein eisenzeitliches Hillfort des Typs Contour Fort und ein normannisches Castle am Rhiangoll-Pass zwischen Talgarth und Crickhowell im südlichen Powys in Wales. Mit 450 m Höhe ist es die höchstgelegene Burg in England und Wales. Es ist nicht zu verwechseln mit Dinas Bran Castle.
Das ursprüngliche Hillfort der Eisenzeit (etwa 600 v. Chr. bis 50 n. Chr.) wurde möglicherweise von William FitzOsbern oder seinem Sohn Roger de Breteuil in der Zeit von 1070 bis 1075 mit einer Ummauerung versehen. Die Anlage wurde noch vor 1093 mit einer Burg versehen. Dazu gehörten eine Halle und Vormauern mit quadratischen Türmen. Historisch blieb die Burg bis zum Jahre 1207 Teil der Brecon- oder Brycheiniog-Baronie, die König Johann Ohneland von England an Peter Fitz Herbert übertrug. 
Das Schloss wurde von Prinz Llywelyn ab Iorwerth (1173–1240) im Jahre 1233 zerstört und von König Heinrich III. wieder aufgebaut, bevor es erneut in den Besitz von Peter Fitz Herbert gelangte. Die Burg wurde von 1263 bis 1268 von Llywelyns Enkel, Prinz Llywelyn ap Gruffudd, besetzt und letztlich von den Anhängern von Owain Glyndŵr bei seiner Rebellion des Jahres 1412 zerstört.
Übrig blieben die zerbröckelnden Mauern, die überwiegend mit Erde bedeckt sind, und die Umrisse von Gräben und Wällen der ursprünglich eisenzeitlichen Befestigungen.